# Improvement Support Systems
Los Improvement Support Systems o ISS (Sistemas de Ayuda a la Mejora) son sistemas, normalmente informáticos o electrónicos, especializados en ayudar a mejorar procesos, recursos, productos, negocios, etc.

Ejemplos de ISS son sistemas que ayudan a mejorar:
- La producción industrial
- Los indicadores financieros (cuadro de mando integral)
- La calidad industrial mediante, por ejemplo, el control estadístico del proceso (SPC o Statistical Process Control)
- Datos: Q6007861